# Вілмінгтон (округ Грін, Іллінойс)
Вілмінгтон (англ. Wilmington) — селище (англ. village) в США, в окрузі Ґрін штату Іллінойс. Населення — 5664 особи (2020).

## Географія
Вілмінгтон розташований за координатами 39°28′50″ пн. ш. 90°29′12″ зх. д. / 39.48056° пн. ш. 90.48667° зх. д. (39.480683, -90.486766).  За даними Бюро перепису населення США в 2010 році селище мало площу 2,04 км², уся площа — суходіл.

## Демографія
Згідно з переписом 2010 року, у селищі мешкали 142 особи в 50 домогосподарствах у складі 38 родин. Густота населення становила 70 осіб/км².  Було 57 помешкань (28/км²).
Расовий склад населення:
| - 100,0 % — білих |

До двох чи більше рас належало 0,0 %. Частка іспаномовних становила 0,0 % від усіх жителів.
За віковим діапазоном населення розподілялося таким чином: 26,8 % — особи молодші 18 років, 62,6 % — особи у віці 18—64 років, 10,6 % — особи у віці 65 років та старші. Медіана віку мешканця становила 35,0 року. На 100 осіб жіночої статі у селищі припадало 100,0 чоловіків;  на 100 жінок у віці від 18 років та старших — 112,2 чоловіків також старших 18 років.
Середній дохід на одне домашнє господарство  становив 44 545 доларів США (медіана — 35 625), а середній дохід на одну сім'ю — 50 303 долари (медіана — 46 250). За межею бідності перебувало 18,8 % осіб, у тому числі 28,9 % дітей у віці до 18 років та 0,0 % осіб у віці 65 років та старших.
Цивільне працевлаштоване населення становило 55 осіб. Основні галузі зайнятості: виробництво — 27,3 %, освіта, охорона здоров'я та соціальна допомога — 20,0 %, будівництво — 16,4 %, роздрібна торгівля — 14,5 %.